# Stéphane Ganzer
Stéphane Ganzer, né le 28 novembre 1975 à Sierre, est une personnalité politique suisse, membre du Parti libéral-radical.
Il est conseiller d'État du Valais depuis mai 2025.

## Biographie
Stéphane Ganzer naît le 28 novembre 1975 à Sierre, dans le canton du Valais,. Sa famille paternelle est originaire d'Italie ; un de ses ancêtres maternels était conseiller d'État.
Marié et père de deux enfants, il est enseignant d’histoire et de géographie au Collège de l'Abbaye à Saint-Maurice.
Guitariste amateur, il joue dans un groupe de reggae, Zion's Power, avec Emmanuel Amoos, futur conseiller national socialiste.

## Parcours politique
Membre du Parti libéral-radical (PLR), Stéphane Ganzer est élu député au Grand Conseil du canton du Valais en 2009. Il siège longtemps dans la commission de gestion,.
À partir de 2017, il est président de la commune de Veyras. Le 1er janvier 2021, celle-ci fusionne avec les communes de Miège et Venthône pour former la commune de Noble-Contrée, dont il devient le premier président,. Il démissionne peu après son élection à l'exécutif cantonal.
En décembre 2024, il est désigné par le parti cantonal comme candidat au Conseil d’État après l'annonce du retrait de Frédéric Favre. Au soir du 2 mars 2025, ayant obtenu 32 692 voix, il est élu tacitement après le retrait du candidat écologiste.

## Positionnement politique
Stéphane Ganzer est membre d'Avenir Écologie, considéré comme l'aile écologiste du PLR valaisan. Il se revendique du « radicalisme historique » et déclare admirer Dick Marty.